# Іль Лонг (Кергелен)
Іль-Лонг — французький острів в Індійському океані, розташований на островах Кергелен на дні затоки Морбіан. Його довжина близько сімнадцяти кілометрів, а ширина — два.

## Історія
12 лютого 1912 року його відвідує барон П'єр Декуз. Останній каже про острів, "що на ньому може міститися 2000 тварин одразу і максимум до 3000. На острові досить багато таких трав, як ацена та кергеленська капуста. На острові є шість досить великих озер, будиночок пастуха і ферма буде прямо посередині острова на перевалі, звернена до Королівського протоку. Далі добре обгородимо всі вершини, де мало трави, буде зручніше пасти овець. Розділіть Іль Лонг на два поля: північну частину для літа та південну для зими.
З 1950 року на острові розводять майже 3500 овець породи Бізе дю Канталь, які використовуються для годування бази в Порт-о-Франсе. Тваринництво поділяється на два сектори: приблизно 1800 баранів, функцією яких є стрижка кормових рослин, завезених у 1955 році, і 1000—1500 голів, призначених для споживання людиною.
У Порт-Бізе є постійний табір, який також виконує функцію сейсмологічної станції.
| Франція | Це незавершена стаття з географії Франції. Ви можете допомогти проєкту, виправивши або дописавши її. |